# Новий Субай
Новий Суба́й (рос. Новый Субай, башк. Яңы Субай) — село у складі Нурімановського району Башкортостану, Росія. Адміністративний центр Новосубаївської сільської ради.
Населення — 346 осіб (2010; 385 у 2002).
Національний склад:
- татари — 52 %
- башкири — 31 %